# Episodi di Tre nipoti e un maggiordomo (quarta stagione)
La quarta stagione della serie televisiva Tre nipoti e un maggiordomo (Family Affair) è andata in onda negli Stati Uniti dal 25 settembre 1969 al 2 aprile 1970 sulla CBS.
| nº | Titolo originale                | Titolo italiano               | Prima TV USA      | Prima TV italiana | Rete TV     |
| -- | ------------------------------- | ----------------------------- | ----------------- | ----------------- | ----------- |
| 1  | No Uncle is an Island           | Un regalo per Zio Bill        | 25 settembre 1969 | 22 giugno 1978    | Rai 1       |
| 2  | The Wings of an Angel           | Il demolitore                 | 2 ottobre 1969    | 14 marzo 1973     | TV Svizzera |
| 3  | Uncle Prince Charming           | Lo zio rubacuori              | 9 ottobre 1969    | 12 ottobre 1982   | Rai 1       |
| 4  | Cissy's Apartment               | Un appartamento per Cissy     | 16 ottobre 1969   | 8 ottobre 1981    | Rai 1       |
| 5  | The Jody Affair                 | Jody                          | 23 ottobre 1969   | 7 luglio 1977     | TV Svizzera |
| 6  | With This Ring                  | Un anello per Cissy           | 30 ottobre 1969   | 25 agosto 1977    | TV Svizzera |
| 7  | What's Funny About a Broken Leg | Per amore di Buffy            | 6 novembre 1969   | 23 giugno 1978    | Rai 1       |
| 8  | The Birthday Boy                | Festa di compleanno           | 13 novembre 1969  | 16 giugno 1978    | Rai 1       |
| 9  | The Stowaway                    | Il clandestino                | 20 novembre 1969  | 17 giugno 1978    | Rai 1       |
| 10 | Number One Boy                  | Il ragazzo numero uno         | 4 dicembre 1969   | 19 giugno 1978    | Rai 1       |
| 11 | A Tale of Two Travels           | Vacanze separate              | 11 dicembre 1969  | 14 ottobre 1982   | Rai 1       |
| 12 | Maudie                          | Maudie                        | 18 dicembre 1969  | 28 ottobre 1982   | Rai 1       |
| 13 | Goodbye Harold                  | Addio Harold                  | 25 dicembre 1969  | 22 ottobre 1982   | Rai 1       |
| 14 | The Girl Graduate               | Addio al liceo                | 1º gennaio 1970   | 26 ottobre 1982   | Rai 1       |
| 15 | Grandpa, Sir                    | Il Signor nonno               | 8 gennaio 1970    | 21 ottobre 1982   | Rai 1       |
| 16 | Marooned                        | I dispersi                    | 15 gennaio 1970   | 18 agosto 1977    | TV Svizzera |
| 17 | Mr. Osaki's Tree                | L’albero del Signor Osaki     | 22 gennaio 1970   | 4 agosto 1977     | TV Svizzera |
| 18 | The Language of Love            | Il linguaggio dell'amore      | 29 gennaio 1970   | 21 luglio 1977    | TV Svizzera |
| 19 | The Inheritance                 | L'eredità                     | 5 febbraio 1970   | 19 ottobre 1982   | Rai 1       |
| 20 | There Goes New York             | Allarme a New York            | 12 febbraio 1970  | 30 giugno 1977    | TV Svizzera |
| 21 | Wouldn't It Be Loverly          | La contestazione              | 19 febbraio 1970  | 14 luglio 1977    | TV Svizzera |
| 22 | The Boys Against the Girls      | Maschi contro femmine         | 26 febbraio 1970  | 11 agosto 1977    | TV Svizzera |
| 23 | The Old Cowhand                 | Il vecchio cowboy             | 5 marzo 1970      | 28 luglio 1977    | TV Svizzera |
| 24 | Angel in the Family             | Un angelo in famiglia         | 12 marzo 1970     | 1º settembre 1977 | TV Svizzera |
| 25 | Family in Paradise (1)          | Vacanze in paradiso - Parte 1 | 26 marzo 1970     | 14 novembre 1981  | Rai 1       |
| 26 | Family in Paradise (2)          | Vacanze in paradiso - Parte 2 | 2 aprile 1970     | 14 novembre 1981  | Rai 1       |

## Un regalo per Zio Bill
- Titolo originale: No Uncle is an Island
- Diretto da: Charles T. Barton
- Scritto da: Austin Kalish, Irma Kalish

### Trama
- Guest star: Nancy Hale (Mrs. Manning), Wayne Heffley (Mr. Manning), Victoria Carroll (Carol), Pamelyn Ferdin (Jennifer), Mary Jane Mangler (Tracey), Scutter McKay (Dan), Billy McMickle (Mark), Marilyn Hare (Joyce), Peter Leeds (Joe), Herbert Anderson (Chuck)

## Il demolitore
- Titolo originale: The Wings of an Angel
- Diretto da: Charles T. Barton
- Scritto da: Roswell Rogers

### Trama
- Guest star: Randy Whipple (Larry), Noel Drayton (Mr. Hardcastle), Heather Angel (Miss Faversham), Scott Garrett (Peter), Dana Andrews (Harv Mullen)

## Lo zio rubacuori
- Titolo originale: Uncle Prince Charming
- Diretto da: Charles T. Barton
- Scritto da: Rita Lakin

### Trama
- Guest star: Catherine McLeod (Mrs. Andrews), Gregg Fedderson (Gregg), Darleen Carr (Carla), Allan Gruener (cameriere), Peter Adams (Mr. Andrews)

## Un appartamento per Cissy
- Titolo originale: Cissy's Apartment
- Diretto da: Charles T. Barton
- Scritto da: Cy Rose

### Trama
- Guest star: Terry Burnham (Rita Stone), Gregg Fedderson (Gregg Bartlett), Barbara Hunter (Karen)

## Jody
- Titolo originale: The Jody Affair
- Diretto da: Charles T. Barton
- Scritto da: Roland Wolpert

### Trama
- Guest star: Eric Lee (Henry), Pitt Herbert (Mr. Anderson), Teddy Quinn (Mark), Maura McGiveney (Eve Runyon), Donald Livingston (Jeff), Miguel Monsalve (Carlos)

## Un anello per Cissy
- Titolo originale: With This Ring
- Diretto da: Charles T. Barton
- Scritto da: Edmund Beloin, Henry Garson

### Trama
- Guest star: Gregg Fedderson (Gregg Bartlett), Tom Lowell (Walter), Page Forsythe (cameriera), Sherry Alberoni (Sharon James)

## Per amore di Buffy
- Titolo originale: What's Funny About a Broken Leg
- Diretto da: Charles T. Barton
- Scritto da: Irma Kalish, Austin Kalish

### Trama
- Guest star: Scott Garrett (Tom), George Ostos (Roberto), Oliver McGowan (dottor Perry), Richard Bull (manager), Brian Forster (ragazzo), Jennifer Raine (madre), Donald Livingston (Henry), Laurie Main (passeggero)

## Festa di compleanno
- Titolo originale: The Birthday Boy
- Diretto da: Charles T. Barton
- Scritto da: Blanche Hanalis

### Trama
- Guest star: Lori Loughton (Susan), Heather Angel (Miss Faversham), Sundown Spencer (Alan), Billy McMickle (Eric)

## Il clandestino
- Titolo originale: The Stowaway
- Diretto da: Charles T. Barton
- Scritto da: Irma Kalish, Austin Kalish

### Trama
- Guest star: Robert Whaley (Mr. Morrison), Sarah Selby (Mrs. Webster), Kaye Elhardt (Toni), Michael-James Wixted (Kenny)

## Il ragazzo numero uno
- Titolo originale: Number One Boy
- Diretto da: Charles T. Barton
- Scritto da: William H. Wright

### Trama
- Guest star: Benson Fong (Ho), Frances Fong (Betty Ng), James Hong (Phil Lee)

## Vacanze separate
- Titolo originale: A Tale of Two Travels
- Diretto da: Charles T. Barton
- Scritto da: Rocci Chatfield

### Trama
- Guest star: Larry J. Blake (guida), Diane Mountford (Anita), Ricky Kelman (Roger)

## Maudie
- Titolo originale: Maudie
- Diretto da: Charles T. Barton
- Scritto da: Henry Garson, Edmund Beloin

### Trama
- Guest star: Lester Matthews (Farnsworth), Norma Foster (Pamela), William Boyett (Pete Neilson), Annette Cabot (segretaria), Ida Lupino (Lady Maudie Marchwood)

## Addio Harold
- Titolo originale: Goodbye Harold
- Diretto da: Charles T. Barton
- Scritto da: John McGreevey

### Trama
- Guest star: Cynthia Niles (ragazza), Chris Ritter (Eleanor Whitley), Ralph Slane (negoziante), Sofia Marie (ragazza)

## Addio al liceo
- Titolo originale: The Girl Graduate
- Diretto da: Charles T. Barton
- Scritto da: Austin Kalish, Irma Kalish

### Trama
- Guest star: Nina Shipman (Jan Franklin), Gregg Fedderson (Gregg Bartlett)

## Il Signor nonno
- Titolo originale: Grandpa, Sir
- Diretto da: Charles T. Barton
- Scritto da: Brad Radnitz

### Trama
- Guest star: Gregg Fedderson (Gregg Bartlett), Paul Fix (Ted Patterson), Kelly Corcoran (Craig), Victoria Paige Meyerink (Cindy)

## I dispersi
- Titolo originale: Marooned
- Diretto da: Charles T. Barton
- Scritto da: Henry Garson, Edmund Beloin

### Trama
- Guest star: William Boyett (caposquadra), Greg Tapscott (poliziotto)

## L’albero del Signor Osaki
- Titolo originale: Mr. Osaki's Tree
- Diretto da: Charles T. Barton
- Scritto da: Blanche Hanalis

### Trama
- Guest star: Teru Shimada (Mr. Osaki)

## Il linguaggio dell'amore
- Titolo originale: The Language of Love
- Diretto da: Charles T. Barton
- Scritto da: Henry Garson, Edmund Beloin

### Trama
- Guest star: Lee Casey (Jose), Donald Livingston (Freddie), Diane Holly (Juanita), Jeanne Bates (Mrs. Morrison), Audree Norton (dottor Robinson), Margarita Cordova (Mrs. Cadero)

## L'eredità
- Titolo originale: The Inheritance
- Diretto da: Charles T. Barton
- Scritto da: Elroy Schwartz

### Trama
- Guest star: William Boyett (Pete Neilson), Guy Edwards (postino), Booth Colman (Mr. Finletter), Lou Krugman (Floor Manager), Erica Petal (ragazza), Victoria Paige Meyerink (ragazza)

## Allarme a New York
- Titolo originale: There Goes New York
- Diretto da: Charles T. Barton
- Scritto da: Burt Styler

### Trama
- Guest star: Ellen Clark (segretario/a), David Brandon (marito), Erin Moran (Amy), Byron Morrow (Mr. Larson), Sarasue (moglie), Randy Whipple (Walter)

## La contestazione
- Titolo originale: Wouldn't It Be Loverly
- Diretto da: Charles T. Barton
- Scritto da: Robert Pirosh

### Trama
- Guest star: Kerry MacLane (George Wetherington III)

## Maschi contro femmine
- Titolo originale: The Boys Against the Girls
- Diretto da: Charles T. Barton
- Scritto da: Fred S. Fox, Seaman Jacobs

### Trama
- Guest star: Francine York (Sherry), Sean Kelly (Randy), Scott Garrett (Tom), Miguel Monsalve (Carlos)

## Il vecchio cowboy
- Titolo originale: The Old Cowhand
- Diretto da: Charles T. Barton
- Scritto da: Walter Black

### Trama
- Guest star: Randy Whipple (Arthur), Bob Steele (Chaps Callahan), Kelly Corcoran (Willie)

## Un angelo in famiglia
- Titolo originale: Angel in the Family
- Diretto da: Charles T. Barton
- Scritto da: Irma Kalish, Austin Kalish

### Trama
- Guest star: Noel Drayton (Mr. Hardcastle), Heather Angel (Miss Faversham), Michael Allinson (Cedric Williams), Del Moore (Zachary Hunter), Jill Townsend (Anne Williams)

## Vacanze in paradiso - Parte 1
- Titolo originale: Family in Paradise (1)
- Diretto da: Charles T. Barton
- Scritto da: Austin Kalish, Irma Kalish

### Trama
- Guest star: Maurice Marsac (Henri), Bernie Gozier (Tupia), Danielle Aubry (Janine), Napua Wood (Nariana), Lori Lai (Ling), David Henn (Taru), Kathy Silva (Ione), Michael Blodgett (Mike West)

## Vacanze in paradiso - Parte 2
- Titolo originale: Family in Paradise (2)
- Diretto da: Charles T. Barton
- Scritto da: Irma Kalish, Austin Kalish

### Trama
- Guest star: Maurice Marsac (Henri), Bernie Gozier (Tupia), Danielle Aubry (Janine), Napua Wood (Nariana), Kathy Silva (Ione), Michael Blodgett (Mike West)